# Palazzo Margherita

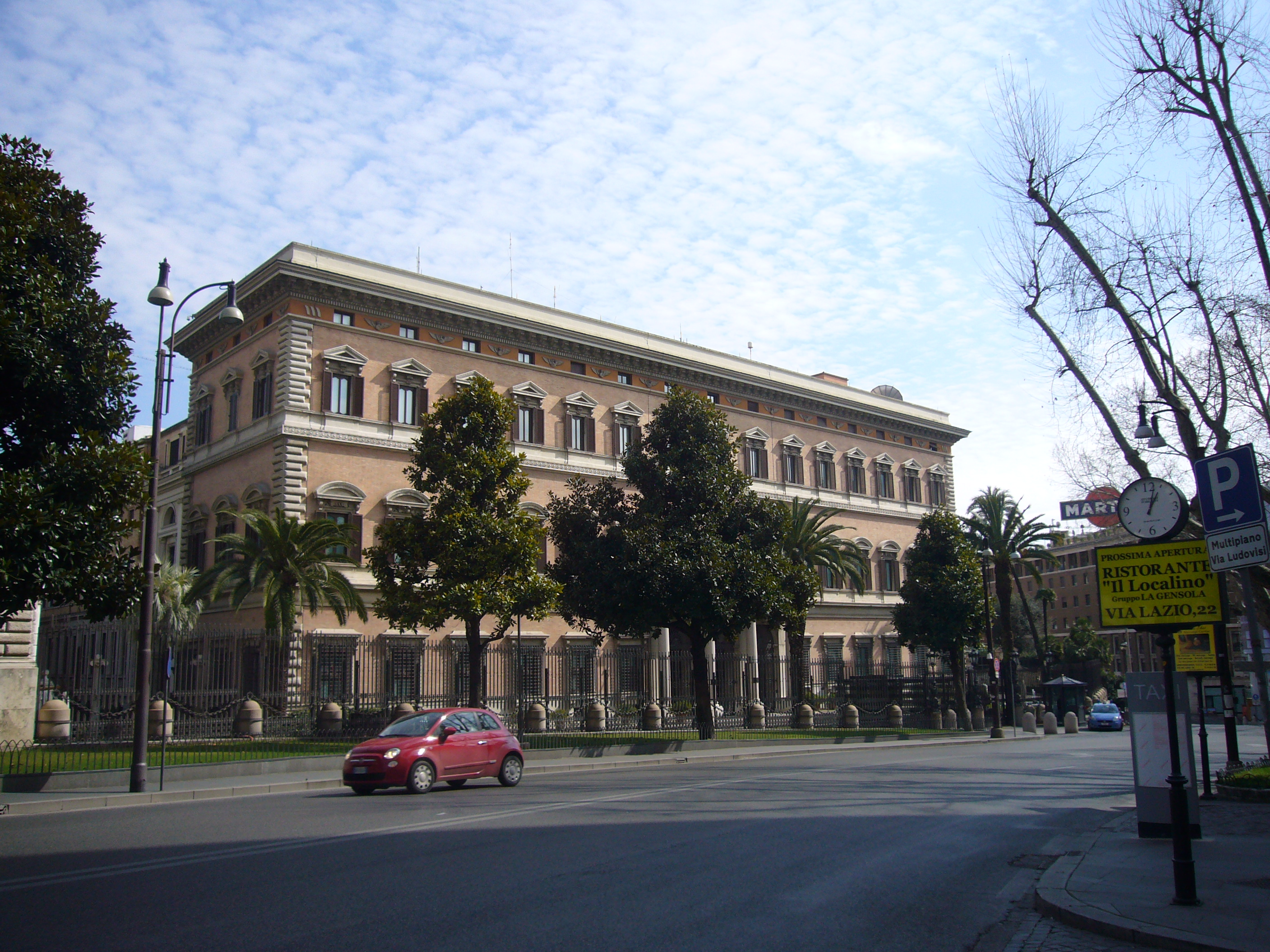
Aspecto geral do Palazzo Margherita.

O Palazzo Margherita é um palácio de Roma situado na Via Veneto. Foi construído entre 1886 e 1890 por Gaetano Koch para o Príncipe Rodolfo Boncompagni Ludovisi numa parte da Villa Ludovisi, um antigo parque privado agora desaparecido com a construção do rione Ludovisi. Mais tarde, o palácio foi adquirido pelo Estado Italiano.
O palácio recebeu o nome em referência à Rainha Margarida de Saboia que ali viveu depois do assassinato do seu marido, Humberto I de Itália, em Monza no ano de 1900. 
Actualmente, o Palazzo Margherita acolhe a Embaixada dos Estados Unidos da América na Itália, e como tal consta no Register of Culturally Significant Property (Registo de Propriedade Culturalmente Significativa) americano.